# Halberstädter Bischofschroniken
Halberstädter Bischofschroniken heißen eine Reihe von früh- und hochmittelalterlichen Geschichtswerken aus dem Bistum Halberstadt.
Bischofschroniken (gesta) als Bischofsgeschichte, mithin als Abfolge von bischöflichen Lebensbeschreibungen, lassen sich für Halberstadt – so die historische Forschung – bis ins Ende des 10. Jahrhunderts hinein verfolgen bzw. vermuten.
So soll die Weihe des Halberstädter Doms am 16. Oktober 992 unter Bischof Hildeward (968–996) Anlass für die Niederschrift einer heute verlorenen, ältesten Bischofschronik (H) gewesen sein, die wahrscheinlich von einem Domgeistlichen verfasst wurde. Dieser verwendete dazu die sogenannten Einhardsannalen, die Vita Liudgeri secunda und das Geschichtswerk des Corveyer Mönches Widukind.
Aus (H) schöpften in der Folgezeit das „Halberstädter Fragmentum“, die Quedlinburger Annalen und Thietmar von Merseburg in seiner Chronik.
(H) wurde im Verlauf des 11. und 12. Jahrhunderts mehrfach überarbeitet und ergänzt, es entstanden die ebenfalls nicht überlieferten Fassungen (RH1) (um 1050), (RH2) (nach 1113) und (RH3) (um 1138/1152), die wiederum die Annales Quedlinburgenses und die Chronik Thietmars benutzten. (RH2) floss dabei in das Geschichtswerk des Annalista Saxo und in die verlorenen Nienburger Annalen ein.
Eine Endredaktion der bis dahin bestehenden Halberstädter Bischofschroniken stellen die noch heute vorhandenen Gesta episcoporum Halberstadensium (GH) dar, die nach 1209 unter Benutzung der Weltchronik des Frutolf von Michelsberg bzw. des Ekkehard von Aura verfasst wurden. Dabei wurden bei den Chroniken (RH3) und (GH) zunehmend reichsgeschichtliche Zusammenhänge – nicht immer glücklich – mit eingebunden.

## Editionen
- Ludwig Weiland (Hrsg.): Gesta episcoporum Halberstadensium. (= MGH SS 23), Hahn, Hannover 1874, S. 73–123 (Digitalisat)